# Egobroncofonia
L'egobroncofonia, anche detta voce di Pulcinella, è un tipo di suono polmonare patologico, rilevato tramite l'auscultazione polmonare, in caso di addensamento polmonare. È costituito dalla fusione di due suoni polmonari, la broncofonia, ovvero l'aumento della risonanza e dell'intensità vocale, e l'egofonia, in cui la voce risulta belante.